# Hotel Stalker
Hotel Stalker er en dansk kortfilm fra 2012 instrueret af Silje Nikoline Glimsdal.

## Handling
Teenageren Markus bor på et hotel, hvor hans yndlingsbeskæftigelse er at besøge kvindelige hotelgæster på deres værelser, mens de sover.

## Medvirkende
- Andreas Berg Nielsen, Markus
- Sigurd Holmen Le Dous, Giminy
- Anders Dahlerup Koch, Hotelleder
- Mirjam Egeris Karstoft, Receptionist
- Julie Riis, Stella
- Mia Lerdam, Blondine
- Sebastian Loke Agersnap Morgner, Ung Markus
- Eddie Skat-Rørdam, Ung Giminy
- Frederik Fabiansen, Ung Nick
- Christian Brandt, Nick